# Мадонна Вейн Гейсі
Стівен Грегорі Бір-молодший (нар. 6 березня 1964) більш відомий як Мадонна Вейн Гейсі — американський музикант, колишній клавішник гурту «Marilyn Manson», у складі якого він перебував з 1989 по 2007 р. Його сценічне ім'я сформоване поєднанням імен співачки  Мадонни та серійного вбивці Джона Вейна Гейсі. Стівен також має інший псевдонім Пого, що є посиланням на клоунське ім'я маніяка Гейсі.

## Особисте життя
Стівен Бір народився у Форт-Лодердейл, штат Флорида, у родині шкільних вчителів. Його батько був за національністю євреєм. Матір музиканта — прихильниця католицизму. Під час шестирічного навчання у коледжі Бір отримав учений ступінь з промислової інженерії. Закінчивши його, музикант подав заяву про прийом на роботу в НАСА, проте згодом він змінив своє рішення.

## Кар'єра
Наприкінці 1989 р. Стівен приєднався до гурту Marilyn Manson & the Spooky Kids, не маючи при цьому клавішних. Він замінив Жа Жу Спека, який відіграв у складі групи лише два концерти. До купівлі клавішних Бір грався на сцені із солдатиками. На альбомах Marilyn Manson музикант займався семплуванням, грою на каліопі, органі Гаммонда, ідіофонах, саксофоні, терменвоксі, електронних барабанах, клавітарі, мелотроні, синтезаторі та інших інструментах. Бір також приніс багато кабалістичних та нумерологічних ідей в творчість гурту. Стівен не був задіяним у роботі над Eat Me, Drink Me. Новим клавішником колективу став Кріс Вренна.
2 серпня 2007 р. музикант подав позов проти Менсона у зв'язку з невиплаченим гонораром за концертні виступи у розмірі 20 млн доларів. За його словами, фронтмен витратив зароблені групою гроші на власне весілля, придбання нацистської атрибутики, скелету 4-річної китайської дівчинки, нерухомості тощо. 19 грудня 2007 р. Менсон подав зустрічний позов проти Біра, звинуватиіши його у порушенні умов контракту. У 2009 р. музиканти вирішили конфлікт у позасудовому порядку, Бір отримав 380 тис. доларів, 175 тис. виплатив Менсон, решту — колишні бізнес-менеджери Стівена.
Наразі Бір співпрацює з музичною компанією Faultline Productions. Він також є учасником гурту MMII, у пісні якого («Delta 9») Стівен виконав обов'язки вокаліста.

## Дискографія
- 1994: Portrait of an American Family
- 1995: Smells Like Children
- 1996: Antichrist Superstar
- 1997: Remix & Repent
- 1998: Mechanical Animals
- 1999: The Last Tour on Earth
- 2000: Holy Wood (In the Shadow of the Valley of Death)
- 2003: The Golden Age of Grotesque
- 2004: Lest We Forget: The Best Of